# Trẻ em mắt đen

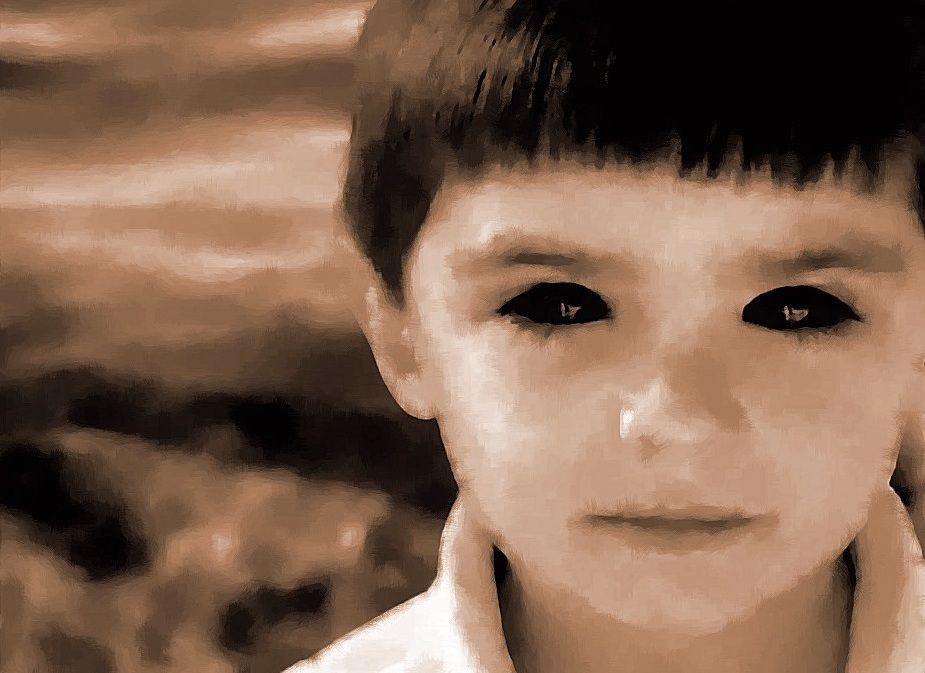
Tranh minh họa đầy ấn tượng của một họa sĩ về trẻ em mắt đen.

Trẻ em mắt đen (tiếng Anh: Black-eyed children) là một truyền thuyết đô thị của Mỹ về những sinh vật siêu linh giống như trẻ em từ 6 đến 16 tuổi, với làn da trắng và đôi mắt đen, được cho là đi nhờ xe hoặc ăn xin, hay được bắt gặp trên bậc cửa của nhà dân.

## Lịch sử
Trong khi báo lá cải đưa tin về những sinh vật này đã tuyên bố rằng những câu chuyện về những đứa trẻ mắt đen đã tồn tại từ thập niên 1980, hầu hết các nguồn chỉ ra rằng truyền thuyết này bắt nguồn từ các bài đăng năm 1996 do phóng viên Brian Bethel của Texas viết về "danh sách gửi thư dính líu tới ma", liên quan đến hai cuộc gặp gỡ khả nghi với "những đứa trẻ mắt đen". Bethel mô tả việc gặp gỡ hai đứa trẻ như vậy ở Abilene, Texas vào năm 1996, và tuyên bố rằng người thứ hai cũng gặp phải trường hợp tương tự, không liên quan ở Portland, Oregon. Những câu chuyện của Bethel đã được coi là những ví dụ kinh điển về creepypasta, và trở nên nổi tiếng đến mức anh ta đã phải xuất bản FAQ "chỉ để đáp ứng nhu cầu biết thêm thông tin về truyền thuyết đô thị mới mẻ này". Năm 2012, Brian Bethel đã kể câu chuyện của mình trên chương trình truyền hình thực tế Monsters and Mysteries in America. Anh ta đã viết một bài báo tiếp theo cho tờ Abilene Reporter News mô tả trải nghiệm của riêng mình và giữ vững niềm tin rằng điều đó là hợp pháp.
Năm 2012, bộ phim kinh dị Black Eyed Kids được sản xuất với sự tài trợ của Kickstarter, đạo diễn của bộ phim này nhận xét rằng những đứa trẻ đáng sợ là "một truyền thuyết đô thị đã trôi nổi trên Internet trong nhiều năm nay mà tôi luôn nghĩ rằng nó rất hấp dẫn". Tập phim Weekly Strange của MSN năm 2013 có các bản trình báo về những đứa trẻ mắt đen được cho là đã giúp lan truyền truyền thuyết này trên Internet. Trong một tuần vào tháng 9 năm 2014, tờ báo lá cải của Anh Daily Star đã đăng ba câu chuyện giật gân trên trang nhất về vụ chứng kiến lũ trẻ mắt đen được cho là có liên quan đến việc bán một quán rượu nghi bị ma ám ở Staffordshire. Tờ báo tuyên bố "sự gia tăng đáng kinh ngạc về số lần nhìn thấy trên khắp thế giới". Các vụ chứng kiến khả nghi được những tay thợ săn ma coi trọng, một số người tin rằng những đứa trẻ mắt đen này chính là người ngoài hành tinh, ma cà rồng hoặc ma.
Nhà văn khoa học Sharon A. Hill đã không thể tìm thấy bất kỳ tài liệu nào về những cuộc gặp gỡ trẻ em mắt đen, kết luận rằng những câu chuyện được truyền miệng dưới dạng truyện ma "bạn của bạn". Hill coi truyền thuyết này giống với "những câu chuyện dân gian ma quái điển hình" chẳng hạn như con chó đen ma quái, trong đó đối tượng không phải là thực thể siêu nhiên và có thể chưa bao giờ có một cuộc chạm trán thực sự ban đầu. Snopes đánh giá những câu chuyện về những đứa trẻ mắt đen là một huyền thoại, và trích dẫn bài viết của Inquisitr khuyên người đọc nên "(x)ếp những đứa trẻ mắt đen vào cùng tiêu đề với "bigfoot". Hãy tin điều đó nếu bạn thích, nhưng nhận ra rằng không có bằng chứng nào về sự tồn tại của chúng, chỉ là lời khai chủ quan từ hợp lý đến sự nổi tiếng một cách đáng ngờ".